# ® (アルバム)
『®』（マルアール）は九州男の2枚目のメジャーオリジナルアルバムである。2009年11月11日発売。発売元は日本クラウン。

## 解説
- 前作『HB』から約1年3ヵ月ぶりのリリース。
- 初回限定盤にはシングル「桜道」と新曲「地球の歩き方」「約束。。feat. HOME MADE 家族」のPVを収録したDVDが付属される。

## 収録曲

### CD
1. 地球の歩き方
本作のリード楽曲。
レコチョクCMソング
日本テレビ系「音楽戦士 MUSIC FIGHTER」11月エンディングテーマ
日本テレビ「汐留イベント部」11月テーマソング
日本テレビ「気になる通販ランキング ポシュレデパート深夜店」11月エンディングテーマ
2. 桜道 [album mix]
2ndシングルの1曲目
3. Happy Drive
TBS系列「王様のブランチ」エンディングテーマ
4. Movin'
5. 雲の上の君と(epilogue) [album mix]
2ndシングルの2曲目
6. 大都会
7. Hello!! [album mix]
2ndシングルカップリング
8. キミが居るなら…
9. 夢宙飛行士
10. 手紙。。feat. hiroko(mihimaru GT) [album version]
インディーズ2ndミニアルバム『こいも俺ですばい』収録。
九州男のパートのみ新録されている。
11. 片道切符
インストゥルメンタル曲。
12. 約束。。feat. HOME MADE 家族
「地球の歩き方」と同じく本作のリード楽曲。
13. いないいないばあ

### DVD
1. 桜道 [MUSIC VIDEO]
2. 地球の歩き方 [MUSIC VIDEO]
3. 約束。。feat. HOME MADE 家族 [MUSIC VIDEO]